# Pfaffenschneid
De Pfaffenschneid of Pfaffenschneide is een berggraat in de Stubaier Alpen in het Oostenrijkse Tirol.
De Pfaffenschneid is ongeveer een kilometer lang en loopt vanuit het noordoosten in zuidwestelijke richting. De berggraat ligt net ten westen van de Zuckerhütl (3507 meter), de hoogste berg van de Stubaier Alpen. Met 3498 meter hoogte vormt de Pfaffenschneid na de Schrankogel (3502 meter) het op twee na hoogste punt van dit gebergte. De graat is aan het zuidwestelijke einde 3206 meter hoog; aan de noordoostelijke zijde, waar de graat overgaat in de westelijke berggraat van de Zuckerhütl, haalt de Pfaffenschneid een hoogte van 3432 meter.
Aan de zuidoostelijke zijde van de Pfaffenschneid bevindt zich een 500 meter hoge bergwand met een hellingshoek van 40°. De 60° tot 70° steile noordwestzijde is tot aan de top vergletsjerd. De berg werd in de zomer van 1863 voor het eerst beklommen in het kader van een beklimming van de Zuckerhütl.

## Ligging
De Pfaffenschneid ligt hemelsbreed ongeveer tien kilometer ten zuidwesten van Ranalt in het Stubaital en ongeveer acht kilometer ten noordoosten van het Timmelsjoch. Op de noordwestelijke flank liggen tot op de top de Pfaffenferner en de Sulzenauferner, in het zuidoosten ligt de Triebenkarlasferner. Naast de nabije Zuckerhütl ligt ten noorden nog de Apere Pfaff (3353 meter), gescheiden van de Pfaffenschneid door het 3208 meter hoge Pfaffenjoch, en ten zuidwesten van de berggraat ligt de Gaiskogel (3128 meter), van de Pfaffenschneid gescheiden door het Gamsplatzl (3018 meter).

## Klimtocht
De meest gangbare route naar de top van de Pfaffenschneid voert of vanaf de zuidelijk gelegen Siegerlandhütte (2710 meter) of vanaf de noordwestelijk gelegen Hildesheimer Hütte (2900 meter). Vanaf de eerst genoemde hut loopt een pad in noordwestelijke richting ten oosten van de Triebenkarkopf (2691 meter) en het bergmeer Triebenkarsee langs naar het Gamsplatzl, net ten noordoosten van de Gaiskogel. Vanaf de Hildesheimer Hütte is het Gamsplatzl ook via een pad bereikbaar. De gletsjertocht over de Pfaffenferner vereist de nodige ervaring en uitrusting. Delen van deze klim zijn voorzien van een UIAA-moeilijkheidsgraad IV.